# Užusaliai
Užusaliai (ryska: Ужусаляй) är en ort i Litauen. Den ligger i den centrala delen av landet, 80 km väster om huvudstaden Vilnius. Užusaliai ligger 74 meter över havet och antalet invånare är 844.
Terrängen runt Užusaliai är platt. Runt Užusaliai är det ganska glesbefolkat, med 40 invånare per kvadratkilometer. Närmaste större samhälle är Jonava, 12,3 km norr om Užusaliai. Omgivningarna runt Užusaliai är en mosaik av jordbruksmark och naturlig växtlighet.